# سيث كارلو تشاندلر
سيث كارلو تشاندلر (بالإنجليزية: Seth Carlo Chandler )‏ (و. 1846 – 1913 م) هو عالم فلك من الولايات المتحدة الأمريكية . ولد في بوسطن . وكان عضواً في الأكاديمية الأمريكية للفنون والعلوم .
توفي في ماساتشوستس، عن عمر يناهز 67 عاماً.

## التعليم
تعلم في جامعة هارفارد

## أعمال بارزة
من أهم أعماله:
- Chandler wobble.

## جوائز
حصل على جوائز منها:
- الميدالية الذهبية للجمعية الفلكية الملكية (1896)
- Lalande Prize [الإنجليزية]‏.

## روابط خارجية
- سيث كارلو تشاندلر على موقع الموسوعة البريطانية (الإنجليزية)